# Moreaua mauritiana
Moreaua mauritiana är en svampart som först beskrevs av Hans Sydow, och fick sitt nu gällande namn av Vánky 2000. Moreaua mauritiana ingår i släktet Moreaua och familjen Anthracoideaceae.   Inga underarter finns listade i Catalogue of Life.